# Walter Roque
Walter Roque (Montevideo, 8 maggio 1937 – Caracas, 30 dicembre 2014) è stato un calciatore e allenatore di calcio uruguaiano, di ruolo attaccante.

## Carriera

### Club
Giocò sempre nel campionato uruguaiano.

### Nazionale
Con la maglia della Nazionale vinse l'edizione del 1956 del Campeonato sudamericano.

## Palmarès

### Giocatore

#### Club

##### Competizioni nazionali
- Copa Suecia: 1

Atlanta: 1960

#### Nazionale
- Coppa America: 1

Uruguay 1956